# 베스트 프렌드 (1982년 영화)
베스트 프렌드(Best Friends)는 미국에서 제작된 노만 주이슨 감독의 1982년 영화이다. 버트 레이놀즈 등이 주연으로 출연하였고 노만 주이슨 등이 제작에 참여하였다. 방영명은 사랑과 우정이다.

## 출연

### 주연
- 버트 레이놀즈
- 골디 혼

### 조연
- 제시카 탠디
- 바나드 휴즈
- 오드라 린들리
- 키넌 윈
- 론 실버

## 제작진
- 미술: 조산 F. 루소
- 특수효과: 앤 프리처드
- 의상: 벳시 콕스